# Caldogno
Caldogno är en ort och kommun i provinsen Vicenza i regionen Veneto i Italien. Kommunen hade 11 270 invånare (2018).